# Georges Houard
Jean Marie Georges Houard (Nancy, 2 novembre 1893 – Parigi, 14 luglio 1964) è stato un giornalista francese, fondatore della rivista aeronautica Les Ailes: journal hebdomadaire de la locomotion aérienne edita dal 23 giugno 1921 all'8 marzo 1963. Fu membro del consiglio direttivo dell'Aéro-Club de France, redattore aeronautico e scientifico e caporedattore di numerose riviste.  Organizzatore del Congresso sperimentale francese di volo a vela che si tenne a Combegrasse tra il 6 e e il 21 agosto 1922, e dei successivi tenutesi a Vauville nel 1923, nel 1925 e nel 1928. Nell'aprile 1926 fondò la collana editoriale Le Document Aéronautiques con cui pubblicò parecchie opere a carattere aviatorio, anche straniere, tra cui quella del generale italiano Giulio Douhet Il dominio dell'aria.

## Biografia
Nacque a Nancy il 2 novembre 1893. Si appassionò al mondo aeronautico nei primi anni del XX secolo costruendo aquiloni. Divenuto segretario generale della Ligue Française du Cerf-Volant, debuttò nel giornalismo aeronautico nel 1908 creando la rivista specializzata L'Echo du Cerf-volant, il cui scopo era sviluppare la pratica del cervo volante scientifico. Nel 1909 la rivista mutò il nome in Le Cerf-volant di cui egli divenne capo redattore, e nel 1910 fu redattore capo della Encyclopédie de l'Aviation. Nell'aprile 1912 fondò la rivista Le revue du cerf-volant che fu regolarmente pubblicata fino all'agosto 1914, allo scoppio della prima guerra mondiale. Nell'agosto 1912 organizzò a Boulogne-sur-Mer il primo Congresso internazionale del cervo-volista, e nel 1913 pubblicò il giornale Le Journal de L'air. Tra il marzo del 1913 e l'agosto 1914 fu redattore aeronautico delle riviste Science et la vie, Nature, Le Mercure de la France, Je sais tout, e altre.
Dal novembre 1918 al maggio 1921 fu redattore scientifico della rivista Je sais tout.
Dopo la fine della prima guerra mondiale nel 1919, con l'aiuto entusiastico di André Carlier, André Franchet e Maurice Victor, creò l'Association Française Aérienne (A.F.A.). Questa associazione era dedita alla piccola aviazione, costituita dai costruttori dilettanti di aeromobili e a quelli che praticavano il volo a vela, e fu alla base del primo Congresso sperimentale francese di volo a vela (Congrès expérimental français de vol à voile) che si tenne a Combegrasse tra il 6 e e il 21 agosto 1922. Tale Congresso sancì ufficialmente la nascita del volo a vela in Francia dopo i tentativi sperimentali eseguiti prima della Grande Guerra. Organizzo anche i congressi successivi tenutesi a Vauville nel 1923, nel 1925 e nel 1928.
Ma la sua opera principale rimane il progetto della rivista aeronautica Les Ailes: journal hebdomadaire de la locomotion aérienne con l'aiuto di un piccolo team di tecnici e appassionati. Essa apparve in edicola per la prima volta giovedì 23 giugno 1921, ed egli rimase alla guida del settimanale ininterrottamente tra il 1920 e il 1960, continuando a scrivere articoli anche dopo l'adozione di una nuova organizzazione.
Il rivista dalle pagine blu si impegnò in campagne di propaganda al servizio dell'aviazione francese, una delle quali portò alla costituzione del Ministère de l'Air.
Nell'aprile 1926 fondò la collana Le Document Aéronautiques con cui fu editore di parecchie opere a carattere aviatorio tra cui quella del generale italiano Giulio Douhet Il dominio dell'aria.
Alla vigilia dello scoppio della seconda guerra mondiale creò la Coupe des Ailes, trofeo che dopo la Liberazione della Francia contribuì alla ripresa dell'attività all'interno degli Aero Club.
Cessando la sua pubblicazione de Les Ailes dopo la sconfitta del giugno 1940 con il n.984 datato 6 giugno 1940, riuscì tuttavia a pubblicare, durante l'occupazione, una serie di opuscoli denominati Les Ailes - Collection "Aviation, il primo dei quali si intitolava Si nous reparlions d'aviation? .. del 1941. Questi opuscoli, che trattavano di politica e notizie sportive, aneddoti e, naturalmente, di tecnica aeronautica, avevano lo scopo di mantenere vivo l'interesse del pubblico francese di amanti dell'aviazione. Les Ailes riprese la pubblicazione settimanale con il n.985 datato 2 dicembre 1944. Infine, questa grande avventura della stampa aeronautica francese, si concluse con il n.1916 dell'8 marzo 1963.
Infaticabile propagandista del giornalismo aeronautico, accettò di diventare capo redattore della rivista Pionniers, Revue aéronautique trimestrielle des Vieilles Tiges il cui primo numero andò in edicola il 15 luglio 1964. Si spense nella sua casa di Parigi lunedì 12 ottobre 1964, e la salma fu poi tumulata nel cimitero di Barbizon.

### Fonti
1. 1 2 3 4 5 6 7 8 9 10 11  Mancini 1936, p. 354.
2. 1 2  Jouhaud, Jouhaud 1992, p. 334.
3. 1 2  Georges Houard, in Air & Cosmos n.75,de 17 octobre 1964.
4. 1 2 3  Joseph Frantz, Georges Houard, notre ami, in Pionniers, n.2, del 15 octobre 1964.